# 卡門·巴塞爾斯
卡門·巴塞爾斯·塞哈拉（西班牙語：Carmen Balcells Segalà，1930年8月9月—2015年9月20日），生於西班牙加泰隆尼亞，文學經紀人，主要工作為代理西班牙及拉丁美洲作家，其顧客中，有六位獲得諾貝爾文學獎。從1956年至2000年間，她領導了一個文學家經紀公司，促成1960年代拉丁美洲文学爆炸風潮。

## 生平
巴塞爾斯出生在加泰隆尼亞地區的一個小鎮，整個鎮人口只有50人。她在家鄉完成中學教育，1946年，隨其家庭搬至巴塞隆那。